# Фунабори (станция)
Станция Фунабори (яп. 船堀駅 фунабори-эки) — станция Токийского метрополитена на линии Синдзюку, расположенная в специальном районе Эдогава в Токио. Станция обозначена номером S-17. Станция была открыта 23 декабря 1983 года. На станции установлены автоматические платформенные ворота.

## Планировка станции
2 боковых платформы и 2 пути.
| 1 | ○ Линия Синдзюку | Бакуро-Ёкояма, Синдзюку, Сасадзука, Хасимото |
| 2 | ○ Линия Синдзюку | Мотоявата                                    |

## Окрестности станции
Станция расположена с западной стороны Токийского городского шоссе 308 (Фунабори-Кайдо). К северу от станции расположено здание муниципалитета района Эдогава — Tower Hall Funabori. В районе находятся несколько больших жилых и офисных комплексов, а также множество коммерческих построек. Так же в районе станции расположены:
- Tokyo Kenkō Land
- Edogawa Municipal Matsue No. 1 Junior High School
- Funabori Post Office
- Kasai Police Station, Funabori branch
- Edogawa Municipal Funabori Elementary School
- Edogawa Municipal Funabori No. 2 Elementary School
- Funabori Sports Park

## Автобусы
Toei Bus.

### Северный выход
- Остановка 3
  - Синко 21: до станции Ниси-Касай
  - Ринкай 22: до Автобусного парка Ринкай (臨海車庫)
- Остановка 4
  - Касай 24: до Nagisa New Town через Citizen’s Hall района Касай (葛西区民館) и станцию Касай
- Остановка 5
  - Кин 25: до станции Ниси-Касай
  - FL01: до станции Ниси-Касай (только по выходным дням и праздникам)
- Остановка 6
  - Кин 25: до станции Кинситё через развязку Кэйё
  - FL01: до станции Кинситё через станцию Хигаси-Одзима (только по выходным дням и праздникам)

### Южный выход
- Остановка 1
  - Синко 21: до станции Син-Койва
  - Кин 27-2: до станции Койва
- Остановка 2
  - Касай 26: до станции КасайРинкайКоэн
  - Фуна 28: до станции Синодзаки
  - Тэй 11: до Эдогава-Кётэйдзё (бесплатный)

## Близлежащие станции
| «              |                | Линия          |                | »              |
| Линия Синдзюку | Линия Синдзюку | Линия Синдзюку | Линия Синдзюку | Линия Синдзюку |
| -------------- | -------------- | -------------- | -------------- | -------------- |
| Хигаси-Одзима  | Хигаси-Одзима  | Local          | Итиноэ         | Итиноэ         |
| Одзима         | Одзима         | Express        | Мотоявата      | Мотоявата      |